# Simone Angelini
Pour les articles homonymes, voir Angelini.
Simone Angelini (né le 17 octobre 1980 à Chieti) est un auteur de bande dessinée et illustrateur italien.
Diplômé d'architecture, Angelini se lance dans le fanzinat de bande dessinée à la fin des années 1990. En 2012, il entame une collaboration avec le scénariste Marco Taddei avec lequel il crée notamment en 2015 Anubi, qui est bien accueilli. En France, les éditions Rackham publient 4 Vieux Enfoirés. En 2018, il crée à Pescara le festival de bande dessinée alternative Zapp!.

## Biographie
Simone Angelini est né à Chieti mais a toujours vécu à Pescara, la ville d'origine de sa famille.
Diplômé en architecture, il aborde le monde de la bande dessinée en auto-apprentissage. En 2009, il publie des bandes dessinées dans le fanzine Carta Straccia, dont il est également le créateur.
Dans les années suivantes, ses bandes dessinées sont publiées dans des magazines indépendants, des fanzines et des anthologies : Unknown Species, Aggiotaggio, MiAmi, Pastiche, La Morte ti belva, Dirty Bites, Then it dark, Atomic Rocket, Crack Capital, KrangLSD.
En 2012, il a commencé à travailler avec l'écrivain Marco Taddei, avec lequel il a créé Storie breve e senza pietà et Altre Storie breve e senza pietà, pour l'éditeur romain Bel-ami. Le deuxième volume est traduit et publié pour le marché américain sous le nom de Short and merciless stories par l'éditeur Tinto press (Denver, Colorado) avec une préface de Noah Van Sciver et des notes de Gary Dumm, Jason Waltz, Sam Spina et Sophie Crumb. Les Storie brevi e senza pietà sont réimprimées en 2017 pour Panini Comics dans une réédition finale contenant une sélection d'histoires du premier et du deuxième volume.
En 2013, il crée le Mazzate Channel. De cette expérience découle un Book of Mazzate autoproduit.
La même année, il est directeur artistique de la section BD du Festival des littératures sur l'Adriatique de Pescara. En septembre 2014, il remporte le prix Missaglia « Meilleur auteur » au Festival du livre de bande dessinée de Trévise.
Au Lucca Comics and Games 2015, Angelini et Taddei présentent le roman graphique Anubi publié par Grrrz Comic Art Books, nommé dans les mois suivants comme la meilleure BD de l'année par la critique et le public,,. Anubi réapparaît dans les numéros de février et août 2016 du magazine Linus, et sur Alias Comics, annexé à Il Manifesto, en novembre 2018. Anubi remporte deux prix,,.
En 2016, il collabore avec L'Espresso et Coconino Press / Fandango sur la série Tutto Pazienza, en particulier sur le numéro 13 consacré aux années de Pescara d'Andrea Pazienza et à l'expérience de Convergenze.
Il fait partie des créateurs de Zapp !, un festival indépendant d'autoproductions fondé à Pescara en 2018 et principalement lié à la bande dessinée, à l'illustration, aux jeux et à la petite édition. Inséré dans le réseau de festivals indépendants composés d'autres collectifs travaillant dans des foires de marché dans différentes villes, Bari (Caco), Bologne (Olè), Lucca (Borda), Macerata (Ratatà), Milan (AFA), Naples (Uè) et Rome (Crack!).

Au Lucca Comics & Games 2018, le nouveau roman graphique d'horreur d'Angelini 4 Vecchi di Merda est présenté en avant-première sur des textes de Marco Taddei pour Coconino Press. 
La même année, il s'occupe des illustrations du livre pour enfants Marina de Ritanna Armeni et Eleonora Mancini publié par Giulio Perrone Editore. En 2019, il a illustré le livre pour enfants Onda Marina e il Drago Spento de Dacia Maraini et Eugenio Murrali publié par Giulio Perrone Editore.
En 2019 est publié Enrico, une bande dessinée qui élargit l'univers narratif d'Anubi.
La même année, il a participé au projet « Bandes dessinées dans les musées » promu par le Ministère pour les Biens et Activités culturels et Coconino Press avec l'histoire Il Tema di Ascanio pour le Musée national de Château Saint-Ange à Rome, en utilisant les personnages de ses bandes dessinées, Anubi, Horus, Enrico.
En 2020, les éditions Rackham publient 4 Vieux Enfoirés.
En mars de la même année, il participe avec Milo Manara, Gipi, Zerocalcare, Sara Pichelli et d'autres dessinateurs à la réalisation du volume choral "COme VIte Distanti", promu par le festival Arf!, et la vente aux enchères caritative sur Catawiki organisée par Lucca Comics and Games pour collecter des fonds en faveur de l'Institut Spallanzani et du système de santé toscan pour la lutte contre COVID-19.

## Publications

### Bande dessinée
- Storie Brevi e senza pietà (Bel-ami edizioni, 2012)
- Altre Storie Brevi e senza pietà (Bel-ami edizioni, 2013)
- Short and merciless stories (Usa, Tinto press, 2014)
- Anubi (Grrrz Comic Art Books, 2015)
- Malloy, Contro i Mucchi D'Ossa (Panini 9L, 2016)
- Malloy Gabelliere Spaziale (Panini 9L, 2017)
- Storie brevi e senza pietà - riedizione (Panini 9L, 2017)
- Anubi - riedizione (Coconino press/Fandango, 2018)
- Horus (Coconino press/ Fandango, 2018)
- 4 vecchi di merda (Coconino press/Fandango, 2018)
- Enrico (Coconino press/Fandango, 2019)
- 4 Vieux Enfoires (Editions Rackham, 2020)

### Auto-édition
- Musici Tragici (2006)
- Carta Straccia (2009)
- Unknown Species (2011)
- La possibilità di morire per un motivo ridicolo (2014)
- Book Of Mazzate vol.1 (2014)

## Animation
- Canale delle Mazzate (2013)
- Booktrailer Anubi (2015)
- Booktrailer Malloy (2017)
- Storie Zitte (2020)

## Récompenses
- 2013 : Prix Missaglia pour Storie Brevi e senza pietà[22]
- 2015 : Prix XL pour Anubi[23]
- 2016 : Prix Boscarato pour Anubi[24]